# Dresden English Football Club
Dresden English Football Club was een Duitse voetbalclub uit Dresden en werd in 1874 door Engelsen opgericht, die beroepsmatig in de industriestad verbleven en hun geliefde sport voetbal niet wilden opgeven. Het was een van de eerste voetbalclubs van het Europese vasteland.
De 70 leden van de club speelden regelmatig in het weekend op een weide voor de ingang van de Großer Garten, niet ver van het huidige Rudolf-Harbig Stadion van Dynamo Dresden.
Een van de eerste bekende wedstrijden tegen een andere club was in 1891 op nieuwjaarsdag tegen English FC uit Berlijn en Dresden won met 7-0. Uit krantenberichten werd enkele wedstrijd resultaten gevonden en DFC zoals de afkorting van de club was won altijd met grote voorsprong.
Op 10 mei 1894 speelde de club tegen Berliner TuFC Viktoria 89 die ze pas met 5-0 verslagen hadden, maar dit keer trok Viktoria aan het langste eind en won met 2-0. Niemand hield rekening met het feit dat Dresden kon verliezen en de verslagenheid en ongeloof was groot bij de club.
Later werd de club opgeheven en kwam Neue Dresdner FC, waarvan de leden in 1898 op Dresdner SC oprichtten.